# Adam Owsiany
Adam Owsiany herbu Ostoja (zm. przed 3 listopada 1649) – marszałek Trybunału Głównego Wielkiego Księstwa Litewskiego w 1641 roku, sędzia ziemski lidzki w latach 1642–1643, podsędek lidzki w latach 1631–1643.
Poseł na sejm 1646 roku. Poseł sejmiku lidzkiego na sejm ekstraordynaryjny 1647 roku. 